# Махмуд, Хасан Шейх
Хасан Шейх Махмуд (сомал. Xasan Sheekh Maxamuud, араб. الشيخ حسن محمود‎; род. 29 ноября 1955, Джалалакси, Подопечная территория Сомали) — сомалийский государственный и политический деятель, преподаватель, бизнесмен, социальный активист. Президент Сомали с 16 сентября 2012 по 16 февраля 2017 года и с 23 мая 2022 года. Возглавлял Партию мира и развития. Бывший декан Института менеджмента и управления.
В 2013 году журнал Time включил Хасана Шейха Махмуда в число 100 самых влиятельных людей мира.

## Происхождение
Родился 29 ноября 1955 года в небольшом городке Джалалакси, провинция Хиран в Сомали. Принадлежит к клану Хавийе.
Начальное и среднее образование получил в Джалалакси. В 1984 году окончил Национальный университет Сомали в Могадишо. В 1986 году продолжил обучение в магистратуре Бхопальского университета, закончил его в 1988 году.

## Карьера до президентства
В 1990-е годы сотрудничал с различными организациями системы ООН, в частности с сомалийским подразделением Детского фонда ООН.
В 1999 году стал соучредителем Сомалийского института управления и административного развития в Могадишо (Университет Симад, Somali Institute of Management and Administration), где работал преподавателем, занимался исследовательской деятельностью и до 2010 года занимал должность декана.
В 2009 году выполнял работы в области исследования положения сомалийской диаспоры для Программы развития ООН.
В 2011 году создал и возглавил консервативную Партию мира и развития.
20 августа 2012 года был избран депутатом Федерального парламента Сомали (выборы проводила Национальная учредительная ассамблея, представлявшая в разной пропорции все кланы и региональные элиты сомалийского народа).

## Первый президентский срок

### Президентские выборы (2012)
10 сентября того же года состоялась процедура избрания депутатами президента страны, предусмотренная временной конституцией 2012 года. Голосование проходило в два тура, так как в первом ни одному из 18 претендентов не удалось набрать две трети голосов парламентариев. Среди претендентов был и действующий президент Сомали Шариф Шейх Ахмед. Выставивший свою кандидатуру Хасан Шейх Махмуд по итогам голосования одержал неожиданную победу, обойдя во втором раунде Шарифа Шейха Ахмеда (за Махмуда отдали свои голоса 190 из 275 членов парламента). 16 сентября 2012 года он был приведён к присяге.
С избранием Хасана Шейха Махмуда закончился переходный период в истории страны и было достигнуто согласие внутренних элит.
Союз сомалийцев Финляндии призвал сограждан, проживающих в Финляндии, поддержать новоизбранного президента.
12 сентября 2012 года пережил неудачное покушение во время пресс-конференции c министром иностранных дел Кении Сема Онгери в Могадишо. 16 сентября 2012 года принял присягу на церемонии в Могадишо. Также в начале сентября 2013 года пережил ещё одно покушение на свой кортеж, ответственность за которое на себя взяли боевики «Харакат аш-Шабаба», в результате которого президент не пострадал.

### Внешняя и внутренняя политика
Поддерживая различные исламистские движения (Союз исламских судов, «Аль-Ислах», входящую в ассоциацию «Братья-мусульмане»), в то же время был известен как последовательный противник радикальных террористических группировок («Харакат аш-Шабаб» и пр.). Завоевал авторитет благодаря своей гуманитарной деятельности, направленной на строительство школ и медицинских учреждений.
Основными направлениями своей политики Махмуд назвал борьбу с террористическими группировками, восстановление территориальной целостности и национального единства Сомали, утраченного за годы гражданской войны. За время его правления под контроль сомалийского правительства вернулась большая часть территорий, ранее занятых радикалами.
В апреле 2013 года при посредничестве Турции впервые состоялись переговоры между центральным правительством Могадишо и властями самопровозглашённой Республики Сомалиленд. В августе того же года было подписано соглашение с властями Джубаленда, предполагающее создание там автономного правительства в составе единого сомалийского государства, интеграцию местных вооружённых сил в национальную армию. Впоследствии были созданы автономные администрации штатов Джубаленд, Галмудуг, Юго-Запад (Юго-Западное Сомали).
В марте 2013 года ему удалось добиться снятия эмбарго ООН на поставку в Сомали оружия, введённого в 1992 году. Установлены связи с МВФ, предоставившим кредиты на восстановление сомалийской экономической инфраструктуры. В стране вновь открылись посольства Великобритании, Германии, США, Турции, КНР.
Критики президента обвиняют его правительство в коррупции. В 2013 году в связи с коррупционным скандалом была предпринята попытка импичмента президенту.
После избрания главой государства на него было совершено несколько покушений. 12 сентября 2012 года нападение осуществили три террориста-смертника, приведя в действие взрывные устройства перед отелем, где президент вёл переговоры с министром иностранных дел Кении. Ответственность за теракт взяла группировка «аш-Шабаб». В 2014 году боевики «аш-Шабаб» дважды штурмовали резиденцию президента — 21 февраля и 8 июля 2014 года.

### Президентские выборы (2017)
В 2016—2017 годах Хасан Шейх Махмуд избирался депутатами двухпалатного Федерального парламента, в формировании которого на этот раз участвовали более 14 тысяч выборщиков. Выборы состоялись 8 февраля 2017 года.
Получив в первом раунде 88 голосов из 329, он занял первое место и вышел во второй раунд вместе с тремя прочими кандидатами. По итогам второго раунда уступил бывшему премьер-министру Сомали Мохамеду Абдуллахи Фармаджо, за которого проголосовали 184 депутата. Поскольку согласно конституции победа во втором раунде присуждается в случае получения двух третей голосов, результат второго раунда не означал окончательное поражение действующего президента. Однако Хасан Шейх Махмуд досрочно признал свое поражение и отказался от продолжения борьбы.

## Второй президентский срок
16 мая 2022 года Хасан Шейх Махмуд был избран президентом Сомали в результате марафона президентских выборов. В тот день он пообещал восстановить стабильность в Сомали. 23 мая Махмуд официально вступил в должность.
В октябре 2022 года администрация президента Сомали объявила, что Хасан Шейх Махмуд защитил докторскую диссертацию по вопросам мира, управления и развития, став первым действующим президентом Сомали, получившим докторскую степень.

### Конституционный кризис
28 ноября 2024 года, на фоне спора о проведении региональных выборов в Джубаленде, судья этого региона выдал ордер на арест Махмуда по обвинению в государственной измене, разжигании гражданской войны и организации вооружённого восстания с целью нарушения конституционного порядка. В ответ федеральное правительство выдало ордер на арест президента Джубаленда Ахмеда Мадобе по обвинению в государственной измене и разглашении секретной информации иностранным организациям.